# Ба Сінг Се
Ба Сінг Се — велична столиця Царства Землі в анімаційному серіалі «Аватар: Останній захисник». Це була остання велика цитадель Царства Землі після падіння Омашу.

Ця столиця — найбільше місто у володіннях всіх чотирьох народів. Ба Сінг Се — «непроникне місто» — названий так через своїх двох всесвітньо відомих стін, біля воріт яких немає ніяких підіймачів або інших механічних засобів, вони відкриваються тільки за допомогою магії землі. Позаду Зовнішньої Стіни знаходиться безліч сільгоспугідь, Озеро Лаогай і кілька гір. Внутрішня Стіна прилягає безпосередньо до міста. Місто також відоме завдяки наявності унікальної системи розселення народних мас в різні частини міста, заснованого на соціальному статусі. 

Місто на світовій карті

Ба Сінг Се було найбезпечнішим місцем під час Війни; однак, столиця Царства Землі була пізніше захоплена Народом Вогню. В одній із завершальних битв війни, місто було звільнене орденом Білого Лотоса.

## Історія

Зовнішня стіна Ба Сінг Се

Ба Сінг Се є давнім, можливо одним з найстаріших міст у світі. На початку своєї історії Ба Сінг Се був всього лише просто маленьким підземним містом, вирізаним зі скель магами землі. Під час подальших робіт вони зіткнулися з красивими кристалами, що світились. У час, коли відбуваються події анімаційного серіалу, кристали служать спільним джерелом світла для жителів Королівства Землі. У кінцевому випадку, оскільки розширення столиці досягло наземних рівнів, катакомби були покинуті. Місто продовжило зростати й зрештою стало столицею нещодавно об'єднаного Царства Землі. Ба Сінг Се, безумовно, найбільше місто у світі. У той час як не згадується точної кількості жителів столиці, за одними лише її розмірами можна судити, що там можуть проживати кілька мільйонів людей.
Ба Сінг Се був найбільшою фортецею серед усіх міст чотирьох народів, що залишалася не завойованою протягом багатьох століть. Наприклад, коли Чин Завойовник вдерся в усе Царство Землі, Ба Сінг Се був єдиною територією, крім Півострова Кіоші, яка залишилася вільною.
Смерть Чина супроводжувалася селянським повстанням. Селяни відчували, що роль сорок шостого царя Землі була застарілою, і що він не представляв їхні інтереси; так, Аватар Кіоші розв'язала проблему створенням Дай Лі.
За всю історію Зовнішню Стіну міста атакували три рази: першими були збройні сили Народу Вогню на чолі з генералом Айро, легендарним «Драконом Заходу». Цей напад був облогою тривалістю в 600 днів, яка закінчилася загибеллю сина Айро і відступом армії. Кілька років потому, Народ Вогню використовував великий бур, щоб проникнути всередину міста, але Аанг і його друзі зупинили машину, перш ніж війська противника змогли пробурити діру. До кінця 2 сезону Ба Сінг Се упав перед нацією Вогню через внутрішньодержавний переворот, який організувала принцеса Азула. В останній серії стіни були частково зруйновані орденом Білого Лотоса, коли Айро викликав величезний стовп вогню, помноживши свою силу за допомогою комети Созіна.

### Падіння Ба Сінг Се
Принцеса Азула та її союзники, Мей і Тай Лі, замаскували себе як Воїни Кіоші, щоб проникнути в Ба Сінг Се як важливі гості царя Землі. Під час подій «Гуру» і «Перехрестя долі» Азула дозволила собі та її союзникам бути розкритими. Дай Лі відвели Азулу до свого лідера Лонг Фенга, але принцеса змогла переконати главу таємної поліції в користі співпраці. Азула взяла під своє командування Дай Лі та скоординувала одночасне захоплення царя Землі та генералів ради П'яти, взявши під контроль місто. Лонг Фенг був своєю чергою випущений з тюремної камери. Він спробував обдурити Азулу, але без підтримки Дай Лі зазнав невдачі й скорився принцесі. Місто потрапило до рук Народу Вогню, який отримав доступ до міста після того, як Дай Лі знищили великі секції зовнішніх і внутрішніх стін. Громадяни могли тільки спостерігати в жаху, як армія нації Вогню загарбали місто.

### Звільнення
Під час четвертої частини останньої серії орден Білого Лотоса напав і звільнив місто від Народу Вогню. Айро особисто спалив їхній прапор, який нависав над Королівським Палацом. Після того, як Зуко був коронований як Володар Вогню, вся компанія відсвяткувала перемогу в чайному магазині Жасминовий дракон.

## Правління

52 цар Землі Куей

Столиця Царства Землі, Ба Сінг Се був батьківщиною царя Землі. Однак після смерті п'ятдесят першого Короля Землі справжня влада в місті належала начальнику таємної поліції, Лонг Фенгу. Як голова Дай Лі — «культурних агентів», спочатку створених аватаром Кіоші після селянського повстання під час панування сорок другого Короля Землі — Лонг Фенг фактично тримав місто під своєю владою. Було абсолютно заборонено в межах міста згадувати війну з Народом Вогню, і тих, хто порушував заборону, арештовували та перевиховували в секретних сховищах Дай Лі, примушуючи повірити, що війни немає. За словами Лонг Фенга, його заходи були необхідні, щоб затвердити, що Ба Сінг Се завжди залишатиметься безпечною квітучою столицею, але насправді це були всього лише інструменти, які могли підкріпити тоталітарний уряд. Куей нічого не підозрював, більш того, він жодного разу не покидав межі королівського палацу, і тому навіть не знав про невдалу спробу захоплення міста під проводом Азули.
Лонг Фенг приєднався до Азули, щоб почати державний переворот. Але в «Гуру» і в «Перехрестя Долі» його зрадили власні Дай Лі, зрештою місто було здане принцесі Народу Вогню.
Посада царя Землі була скасована після того, як Народ Вогню узяв місто, пославши чинного царя Куея у вигнання. Звання царя Землі, ймовірно, було відновлене, і цар Землі Куей повернувся з вигнання та відновив своє правління в місті.

## Воїни

### Королівська гвардія Царя Землі

Царська гвардія магів землі

Царська гвардія магів землі, які не приєднані ні до Дай Лі, ні до збройних сил, служить особистими захисниками царя Землі. Близько сотні з них охороняють царський палац. Вони також контролюють зовнішні та внутрішні стіни Ба Сінг Се. Вони носять темно-зелену броню і шоломи, оздоблені на верхівці пір'ям. Гвардійці з'являються спочатку в «Бур» і в «Місто стін і секретів», також вони присутні в «Історії Ба Сінг Се» як охоронці Внутрішньої стіни.